# Olof Johan Sandberg
Olof Johan Sandberg, född 1 november 1840 i Klara församling, Stockholm, död 15 juni 1896 i Maria Magdalena församling, Stockholm, var en svensk målargesäll och målare. 
Han var gift med Johanna Mathilda Andersson. Sandberg studerade vid Konstakademien i Stockholm 1854–1956 där han bland annat tilldelades en jetong vid elementarskolan 1854. Han spåddes en lysande framtid men kom huvudsakligen att vara verksam som målare i Stockholm.